# Caiçara do Rio do Vento
Caiçara do Rio do Vento este un oraș în Rio Grande do Norte (RN), Brazilia.